# Association Sportive de Saint Priest
La  Asociación Deportiva de Saint Priest es un equipo de fútbol de Francia que juega en el Championnat National 3 y que fue fundado en 1945. Con base en la ciudad de Saint-Priest, Lyon, el equipo juega de local en el Stade Jean Jaurès que tiene una capacidad de 3.000 espectadores.

## Historia
El equipo es fundado en 1945 bajo la denominación Club Sportif de Saint-Priest. Empezó jugando en la Liga Départemental 3. Cinco años después accede a la Liga Regional 3.
En 1953 se fusiona con el Stade Auto Lyonnais pasando a llamarse así. Siete años después accede a la Liga Regional 1. En 1972 asciende por primera vez al Championnat National, la tercera división.
En 1980 pasa a tener la denominación actual. 

## Palmarés
- Campeón del Grupo D de Championnat National 3: 1

2013
- CFA 2: 1

2017

## Jugadores

### Jugadores destacados
- Romain Del Castillo
- Youri Djorkaeff
- Nabil Fekir
- Luis Miguel Fernández
- Abdelkader Ghezzal
- Féthi Harek
- Bouna Sarr
- Pierrick Valdivia
- Pape Sané